# Climi in Europa

Clima in Europa secondo la classificazione dei climi di Köppen.

L'Europa è caratterizzata da cinque differenti ambienti climatici, dovuti soprattutto all'ampia estensione in latitudine del continente: 
- il clima subartico o di alta montagna
- il clima continentale  (che si divide in clima continentale fresco e clima continentale freddo)
- il clima temperato umido
- il clima mediterraneo

Tra questi il clima prevalente è quello continentale (soprattutto il continentale freddo).
Clima subartico o di alta montagna
Il clima subartico è tipico del nord d'Europa (l'Islanda e gran parte della Norvegia e della Finlandia), e si contraddistingue per le scarse precipitazioni, per lo più nevose; per le temperature rigide, che superano gli 0° solamente in primavera e in estate; per i venti freddi. L'insieme di questi fenomeni determina la scarsità della vegetazione.
Clima continentale (freddo e fresco)
Nella fascia inferiore (gran parte della Comunità degli Stati Indipendenti, della Svezia e della Finlandia) troviamo il clima continentale freddo, che si differenzia dal continentale fresco per le temperature più basse. Quest'ultimo è tipico dell'Europa sud-occidentale e sud-orientale.
Il clima continentale presenta in generale una breve stagione calda e afosa e una lunga stagione fredda e nevosa. 
Clima temperato umido
Il clima temperato umido è tipico dell'Irlanda ed fa parte sia del polo nord che quello sud ,  di parte della Svezia e della Norvegia, del Portogallo, delle coste spagnole, francesi, polacche e tedesche, dei Paesi Bassi, del Belgio e della Danimarca.
Presenta piovosità abbondanti con rare precipitazioni nevose e temperature miti che occasionalmente possono scendere al di sotto degli 0 °C.
Clima subtropicale umido
Il clima subtropicale umido in Europa lo si può riscontrare esclusivamente nella Pianura Padana. Tale clima è caratterizzato da inverni corti, rigidi e nebbiosi, con temperature medie del mese più freddo comunque sopra lo 0 ed estati lunghe, calde e afose.
Clima montano
Tipico delle catene montuose dell'Europa centro-meridionale, ha inverni rigidi e nevosi ed estati fresche e piovose.
Clima mediterraneo
Il clima mediterraneo è caratterizzato da inverni brevi e miti ed estati lunghe e calde. In primavera e in autunno le precipitazioni sono scarse, e le nevicate rare. Tra maggio e settembre sono frequenti lunghi periodi di siccità.
È tipico parzialmente di Spagna, Italia, Francia, Grecia, Turchia, Croazia, Montenegro e Albania.